# Baojun Yep Plus

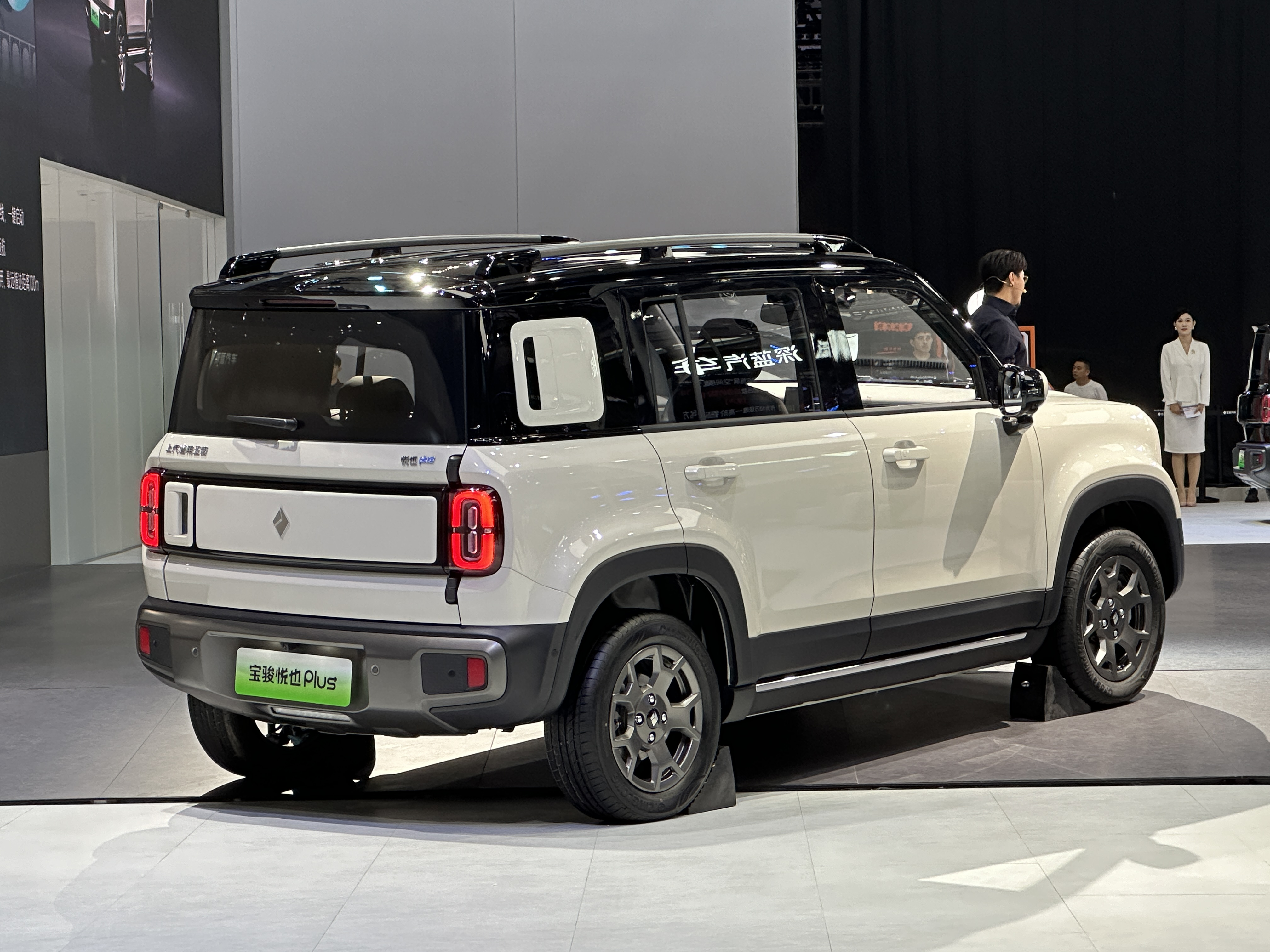
Вид сзади

Baojun Yep Plus — электромобиль-кроссовер, выпускающийся с 2024 года китайской компанией Baojun.

## История и описание модели
Baojun Yep Plus был представлен в январе 2024 года. Представляет собой модификацию Baojun Yep повышенной грузоподъёмности. Кроме добавления дополнительной пары дверей, что привело к увеличению колёсной базы, также были увеличены высота и ширина.
Baojun Yep Plus обрёл новые пропорции. Изменения коснулись колёсных арок, линии капота и линии окон. Характерный дисплей на крышке багажнике также был убран. Крыша была украшена рейлингами, а за центральной стойкой появилась накладка контрастного цвета. 

### Продажи
Baojun Yep Plus был создан исключительно для внутреннего китайского рынка, где его продажи начались через три месяца после дебюта — в апреле 2024 года. Цена составила 93800 юаней.

### Технические характеристики
По сравнению с родственным Yep, Baojun Yep Plus имеет более мощную приводную систему. Автомобиль приводится в движение электродвигателем мощностью 100 л. с. и крутящим моментом 180 Н⋅м. Максимальная скорость ограничена до 150 км/ч, ёмкость аккумулятора составляет 41,9 кВт⋅ч, а запас хода — 401 км по циклу CLTC.